# Рута Сепетис
Рута Сепетис (на английски: Ruta Sepetys) е американска писателка на произведения в жанра драма и исторически роман.

## Биография и творчество
Рута Сепетис е родена на 19 ноември 1967 г. в Детройт, Мичиган, САЩ в семейство на художници, читатели и меломани. Дъщеря е на бежанец през 1940 г. от Литва. Получава бакалавърска степен по международни финанси от колежа Хилсдейл, Мичиган. Специализира една година в Европейския център за обучение в Тулон, Франция и в Бизнес училището ICN в Нанси, Франция.
След дипломирането си през 1990 г. се премества в Лос Анджелис. Първоначално работи с музиканта Дезмънд Чайлд. През 1994 г. основава фирмата за организиране на забавления в музикалната индустрия „Sepetys Entertainment Group, Inc.“. През 2002 г. Сепетис е включена в специалното издание на списание „Ролинг Стоун“ „Жени в рок“ като жена, принудена да промени нещата. Член е на Съвета на колежа по развлечения и музикален бизнес към университета в Белмонт. Директор е на фондация „Make a Noise“, национална организация с нестопанска цел, която събира пари за музикално образование.
Първият ѝ роман „Пепел в снега“ е издаден през 2011 г. Той е история за геноцида над жителите на балтийските държави след съветската окупация през 1941 г. Замислен като четиво за юноши книгата е широко приета от всички възрасти. През 2013 г. е удостоена с Рицарски кръст на Ордена на честта на Литва, а през 2018 г. е удостоена с пощенска марка, с нейния образ. През 2018 г. романът е екранизиран в едноименния филм с участието на Бел Поули и Мартин Уолстрьом.
Вторият ѝ роман „Out of The Easy“ (Извън лесното) от 2013 г. представя Джози Морейн, млада жена във френския квартал на Ню Орлиънс през 50-те години на миналия век, която се бори да избяга от семейството си и да стане господар на собствената си съдба. Чрез книгата писателката изследва темите за феминизма в историческия контекст в следвоенна Америка. Романът става бестселър в списъка на „Ню Йорк Таймс“.
В романа си „Сол при солта“ описва евакуацията на бежанци от 1945 г. от Източна Прусия и потапянето на кораба „Вилхелм Густлоф“ от съветска подводница с най-големи жертви от цивилното население. През 2017 г. е удостоена с медал „Карнеги“ за стимулиране на емпатия и солидарност.
Романът ѝ „Фонтани на мълчанието“ от 2019 г. е за последиците от гражданската война в Испания и сложността на диктатурата на Франсиско Франко. Една от темите в него е за изгубените деца на франкизма – деца отнети от родители републиканци и дадени за възпитание на семейства привърженици на Франко, като тяхната бройка се оценява на 300 000, като някои от тях стават жертви на трафик на деца и незаконно осиновяване.
Критиците описват произведенията ѝ като „търсене на изгубени истории“ и даване на гласност.
Произведенията на писателката попадат в списъците на бестселърите. Те са преведени на над 40 езика и са издадени в над 60 страни по света.
Рута Сепетис живее със семейството си в Нашвил, Тенеси.

## Произведения

### Самостоятелни романи
- Between Shades of Gray (2011) – издаден и като „Ashes in the Snow“
Пепел в снега, изд.: „Сиела“, София (2021), прев. Явор Недев
- Out of The Easy (2013)
- Salt to the Sea (2016)
Сол при солта, изд.: „Сиела“, София (2017), прев. Стоянка Сербезова-Леви
- The Fountains of Silence (2019)
Фонтани на мълчанието, изд.: „Сиела“, София (2020), прев. Стоянка Сербезова-Леви
- I Must Betray You (2022)
Трябва да те предам, изд.: „Сиела“, София (2022), прев. Стоянка Сербезова-Леви

### Екранизации
- 2018 Пепел в снега, Ashes in the Snow